# Titularbistum Eudocias
Eudocias (ital.: Eudociade) ist ein Titularbistum der römisch-katholischen Kirche. 
Es geht zurück auf ein früheres Bistum der antiken Stadt Eudocias in der kleinasiatischen Landschaft Pamphylien im Südwesten der heutigen Türkei. Das Bistum gehörte der Kirchenprovinz Perge an.
| Titularbischöfe von Eudocias |                            |                                  |                   |                   |
| Nr.                          | Name                       | Amt                              | von               | bis               |
| 1                            | Thomas Timothy O’Mahony    | Weihbischof in Toronto (Kanada)  | 14. November 1879 | 8. September 1892 |
| 2                            | Aemilius Josephus Pourbaix | Weihbischof in Tournai (Belgien) | 19. Januar 1893   | 8. Juni 1894      |